# パク・ジェヒョン
パク・ジェヒョン（ハングル：박재현、朴 宰賢、英語: Jaehyun Park、1991年5月21日 - ）は、大韓民国の男子プロバスケットボール選手である。ポジションのポイントガード。

## 来歴
2013年、KBLのソウル三星サンダースでプロデビュー。
2016年、高陽オリオンズに移籍。
2021年、全州KCCイージスに移籍。
2023年2月1日、B.LEAGUEの新潟アルビレックスBBと契約合意。
6月22日、新潟を退団。